# Cololejeunea pseudolatilobula
Cololejeunea pseudolatilobula là một loài Rêu trong họ Lejeuneaceae. Loài này được (P.C. Chen & P.C. Wu) But & Gao Cai-hua mô tả khoa học đầu tiên năm 1991.